# Зепп Піонтек
Зепп Піонтек (нім. Sepp Piontek, нар. 5 березня 1940, Вроцлав) — німецький футболіст, що грав на позиції захисника. По завершенні ігрової кар'єри — тренер. Тренер року World Soccer (1983), Тренер року в Данії  (1983).

## Клубна кар'єра
Народився в місті Бреслау, Третій Рейх (нині — Вроцлав, Польща) в родині польського футболіста Леонарда Піонтека. Починав займатись футболом у клубі «Германія» (Леєр).
У дорослому футболі дебютував 1960 року виступами за «Вердер», кольори якого і захищав протягом усієї своєї кар'єри гравця, що тривала дванадцять років. Більшість часу, проведеного у складі «Вердера», був основним гравцем команди. За цей час виборов титул чемпіона ФРН та став володарем Кубка ФРН.

## Виступи за збірну
1965 року дебютував в офіційних матчах у складі національної збірної Німеччини. Протягом кар'єри у національній команді, яка тривала усього 2 роки, провів у формі головної команди країни 6 матчів.

## Кар'єра тренера
Розпочав тренерську кар'єру, ще продовжуючи грати на полі, 1971 року, очоливши тренерський штаб «Вердера», де пропрацював чотири роки.
В сезоні 1975/76 очолював «Фортуну» (Дюссельдорф), після чого став головним тренером збірної Гаїті, з якою зайняв друге місце на Чемпіонаті націй КОНКАКАФ 1977 року, який також виконував роль кваліфікації на чемпіонат світу. Проте за тодішнім регламентом від КОНКАКАФ на «мундіаль» потрапляла лише одна команда, якою став переможец турніру збірна Мексики.
У сезоні 1978/79 Піонтек очолював клуб другого німецького дивізіону «Санкт-Паулі», а 1 липня 1979 року очолив збірну Данії. Під керівництвом Піонтека команда Данії провела 115 міжнародних матчів і вперше взяла участь у фінальній стадії чемпіонату світу 1986 року у Мексиці, а також двічі грала на чемпіонатах Європи — 1984 року у Франції та 1988 року у ФРН. У ці роки данська збірна отримала прізвисько «Данський динаміт».
У 1990 році Піонтек після того, як не пройшов кваліфікацію на чемпіонат світу 1990 року, був звільнений. У тому ж році він був призначений головним тренером збірної Туреччини, яку тренував до 1993 року. Паралельно в 1993 році він на короткий час тренував місцевий клуб «Бурсаспор». 
У 1995 році Піонтек повернувся до Данії, де тренував кдуби «Ольборг» та «Сількеборг», а з 2000 року працював зі збірною Гренландії, яка також є частиною Данії. 
2002 року Зепп завершив тренерську кар'єру і влітку того ж року був коментатором чемпіонату світу для данського телебачення, де коментував матчі збірної Туреччини.
Надалі проживав разом зі своєю дружиною в данському місті Бломменслюст на острові Фюн, має одну дочку (1985 р.н.).

## Титули і досягнення

### Як гравця
- Чемпіон Німеччини:

«Вердер»: 1964–65
- Володар Кубка Німеччини:

«Вердер»: 1961

### Індивідуальні
- Тренер року World Soccer: 1983
- Тренер року в Данії: 1983